# 方頌欣
方頌欣，香港詩人，任職土地測量師及工料測量師，小時候她患有讀寫障礙及輕度自閉症。她除了創作詩歌、也寫散文及小說。方頌欣早期也創作了不少情詩，及跟友人喝酒玩樂的詩，如《K1664》、《給威士忌的歌》、《給打火機耳語》、《很難得我們可以聚在一起》、《在九龍塘小意大利餐廳》等。到後來慢慢多了工人詩、詠物詩、詠物言志詩、詠物說理詩及諧詩。她有10年創作經驗，她曾獲二十多項文學、學術研究獎，國際性攝影比賽及繪畫藝術獎項，著有詩集《木蝨》，其中收錄了她2005年至2016年間的60餘首創作，崑南在該書序言中讚許她有着「詠物生情」與「苦中有甜」的情意。

她的詩創作曾被選入《詩性家園──香港80後十位女詩人》（香港本土文學大笪地，2011）中，被收入書內的五首作品是：〈很難得我們可以聚在一起〉、〈摺疊雨傘〉、〈斷路〉、〈給威士忌的歌〉和〈給打火機耳語 〉。 崑南在該書序言〈驚覺繁露聚〉中，說方頌欣的這些詩作：
“發揮着一種詠物的魅力。詠物不難，難在物中生情，情中有物。同樣，寫生活不難，難在苦況中品味出甜意，而甜意中全情讓大家享受愛趣。生活中容易被人忽略的愛趣，雖然是很私密的部份，應該說，是很詩密的部份，因為唯有詩人才有本領道破苦甜間之交融：苦固然不是憂鬱這麼簡單，而甜更在膩與蜜之外的五度空間。”
在報紙訪問中，她表示自己中三時已看過眾多名著，而漸漸長大後，她則開始喜歡更深入地細閱葉慈、聶魯達、R.S Thomas、Tomas Transtromer等詩人的作品。